# Aire urbaine de Boulogne-sur-Mer
L'aire urbaine de Boulogne-sur-Mer est une aire urbaine française centrée sur l'unité urbaine de Boulogne-sur-Mer. Composée de 49 communes, elle comptait 133 062 habitants en 2012.

## Caractéristiques en 1999

L'aire urbaine de Boulogne dans le Nord-Pas-de-Calais dans sa délimitation de 1999.

D'après la définition qu'en donne l'INSEE, l'aire urbaine de Boulogne-sur-Mer est composée de 45 communes, situées dans le Pas-de-Calais. Ses 135 116 habitants font d'elle la 52e aire urbaine de France.
8 communes de l'aire urbaine sont des pôles urbains.
Le tableau suivant détaille la répartition de l'aire urbaine sur le département (les pourcentages s'entendent en proportion du département) :
| Département   | Communes | Communes (%) | Superficie (km²) | Superficie (%) | Population (1999) | Population (%) |
| ------------- | -------- | ------------ | ---------------- | -------------- | ----------------- | -------------- |
| Pas-de-Calais | 45       | 5,0          | 372,66           | 5,6            | 135 116           | 9,4            |